# 水陸両用ヘリコプター
水陸両用ヘリコプター（amphibious helicopter）は、地表と水面の双方での離着陸/水を意図したヘリコプターである。水難救助、海洋サルベージ、海洋調査といった様々な特化された目的に加えて非水陸両用ヘリコプターでも実施できるその他の用途にも使用される。
飛行艇のような水密性か耐水性の艇体を備えるか、水上機と同様の手法で汎用フロートを装着できるように設計されている。

## 開発
ヘリコプターは1940年代に実用化されて以来主に水難救助の役割に用いられてきた。固定翼機よりも悪天候下での飛行が可能であり、垂直離着陸可能で、負傷者を直接病院やその他救急対応施設へ運ぶことができた。
実用的な水陸両用ヘリコプターは1941年に登場し、直ぐに着水能力が有用であることが証明された。非水陸両用ヘリコプターは水難事故現場上空で滞空してホイストを使用する必要があったが、水陸両用ヘリコプターはより直接的で効果的な救助活動を行うために水面に着水することが可能であった。

## フロート付き
1941年にイーゴリ・シコールスキイはヴォート＝シコルスキー VS-300に汎用フロート（ポンツーンとも呼ばれる）を装着して最初の実用的な水陸両用ヘリコプターを作り上げた。1940年代と1950年代にはベル 47と48、シコルスキー R-4とR-6といった数機種に水面と地表の双方に離着陸/水できるように汎用フロートが取り付けられた。
ポンツーンには空気が充填されるか燃料や補給品の収納に利用された。1949年にシコルスキー社は、車輪とポンツーンの両方を備えたH-5Hを製造した。
フロートを地面に接触させると破損する危険があるため、通常は下部が補強されている。Mosquito Aviation XEは地面に接触しないようにフロート下部にスキッドを備えている。

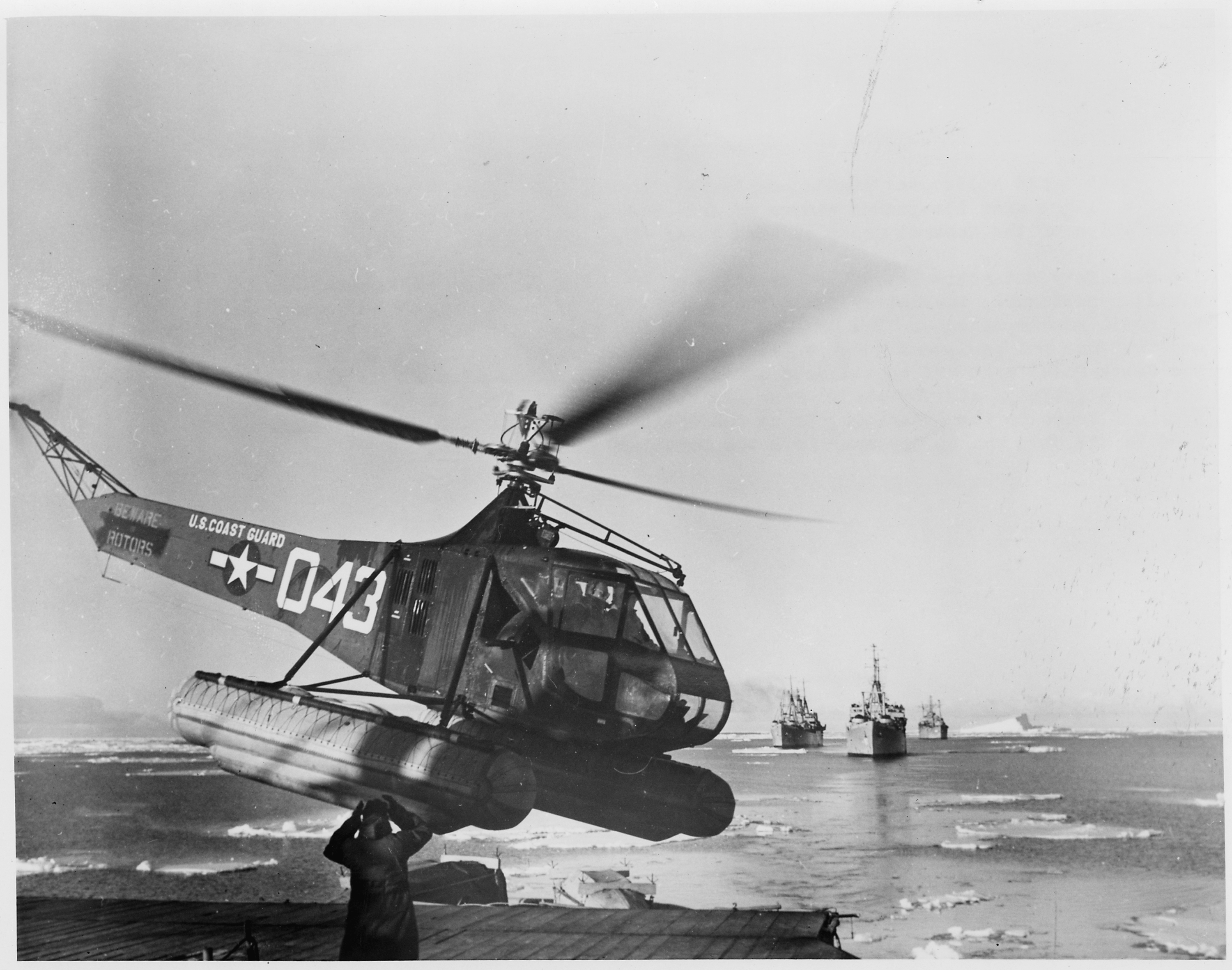
南極海域の観測作業から帰投したシコルスキー R-4
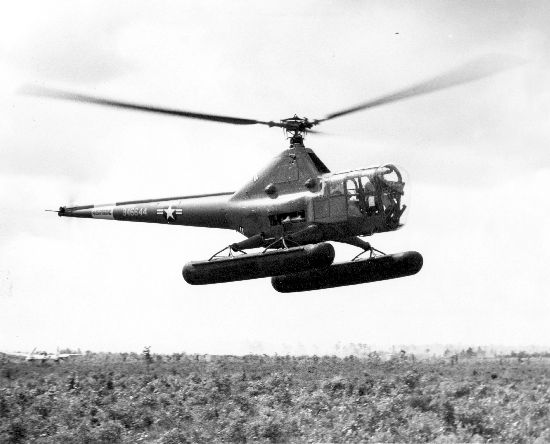
シコルスキー H-5H
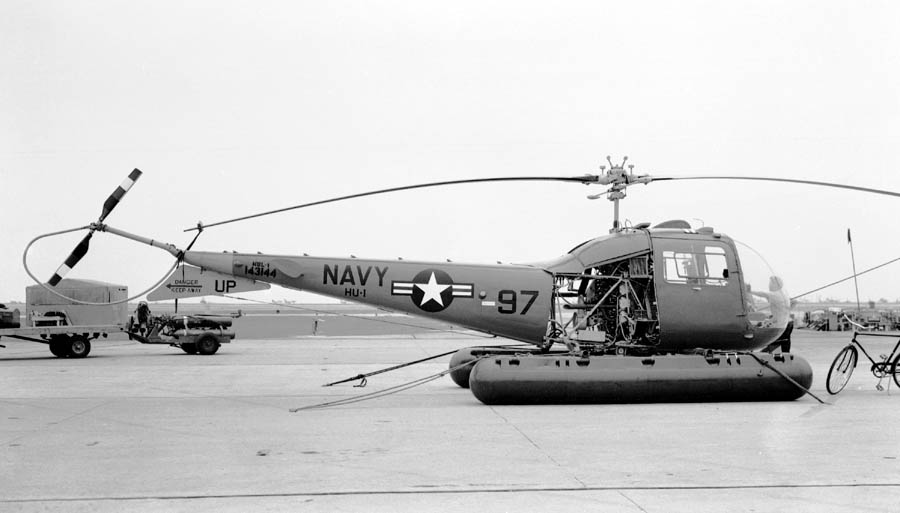
ベル HUL-1
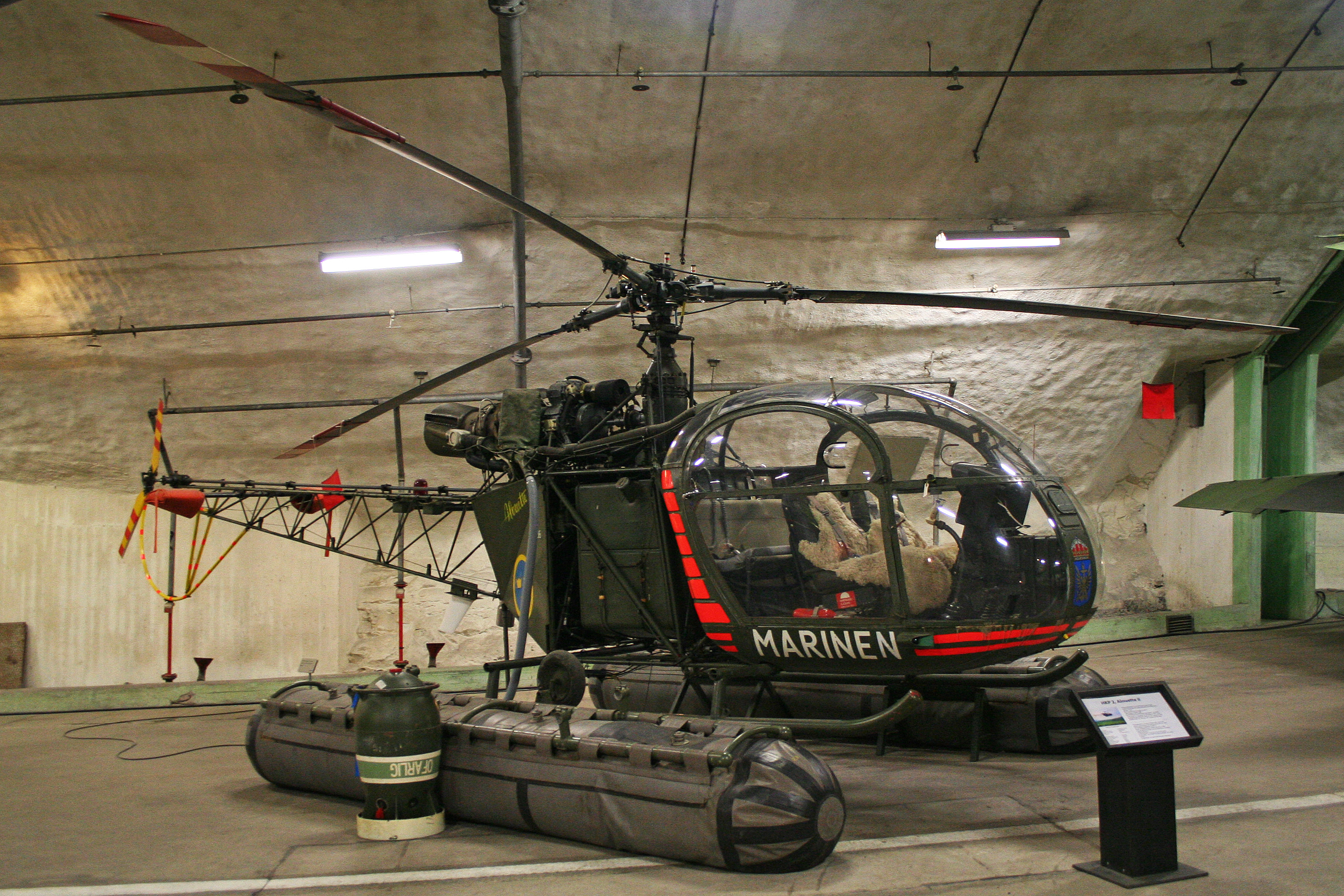
スウェーデン海軍のHkp-2
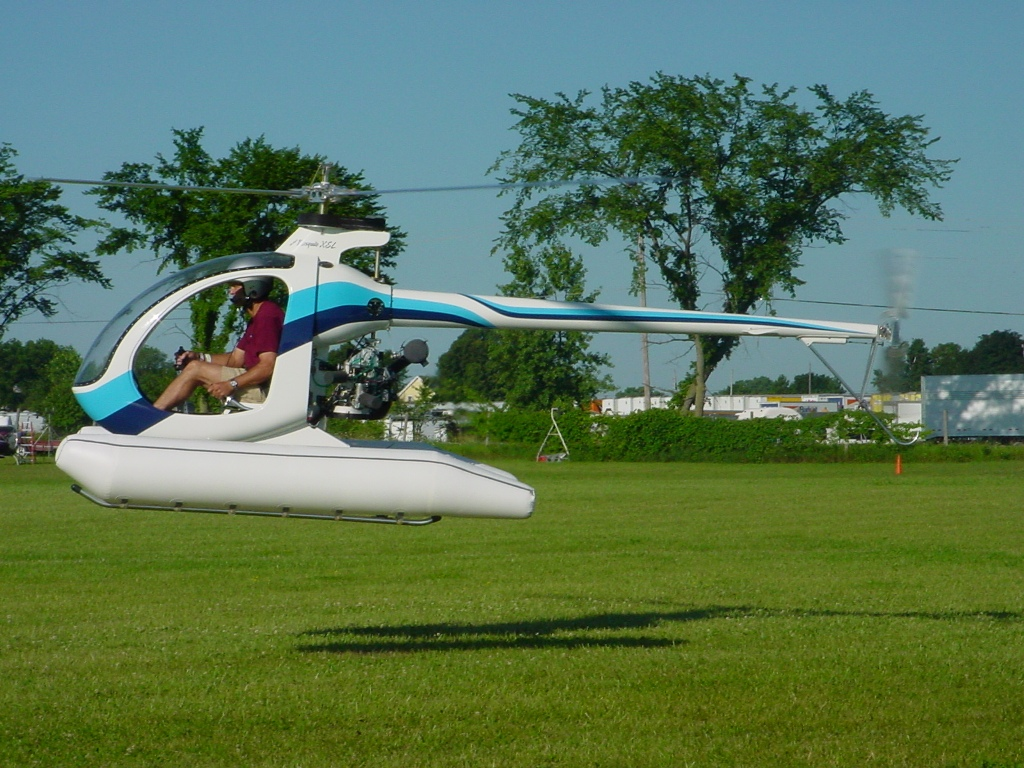
フロート下部にスキッド備えたMosquito Aviation XE

## 艇体構造
シコルスキー S-62は飛行艇の艇体構造で造られた最初の水陸両用ヘリコプターであり、1958年に初飛行を行った。それ以前のS-55の部品を多数利用したS-62はこのアイデアを実証し、シコルスキー社はアメリカ海軍向けに対潜戦を目的としたS-61 シーキングの試作機を1959年に進空させた。S-62とS-61の両機は1961年に納入準備が整い、シコルスキー社は後部ドアとランプを備える長胴の輸送機型で水密構造を持たないモデルを含む1,100機のS-61を製造した。またアグスタ、三菱重工業、ウエストランドといった企業にS-61派生型のライセンス生産権を与えた。
水陸両用ヘリコプターは、1960年代に頑丈な艇体構造の機体が軍用と民間の双方に向けて一定数が生産されるとその地位を確立した。これにより救助隊員達に任務中の大幅な安全性と成功率の向上をもたらした。非水陸両用ヘリコプターを水面上の作業に使用する場合は、高い確率でホイスト、救助バスケット、水難救助隊員に頼っていた。しかしながら開発費の高騰により1970年代の初めには水陸両用ヘリコプターは非水陸両用型に徐々に置き換えられていき、アメリカ沿岸警備隊で使用されていた最後の水陸両用ヘリコプターであるシコルスキー HH-3F ペリカンは、1994年に退役した。
活発な風が吹いている着水面の波の状態でローターを停止して水面上を浮航する場合、胴体両側に安定を図るフロートを取り付けた艇体型ヘリコプターは、汎用ポンツーンを取り付けた非水陸両用ヘリコプターよりも直立姿勢を保ちづらい傾向がある。 離水するにも困難さがあり、特に大きな荷重がかかっている場合や波が高い場合はそれが顕著である。
ミル Mi-14は同じような艇体型の設計であり、アメリカ製シコルスキー S-61Rのライバルである。
カナダ軍は自国のCH-124 シーキングを着水させる「ウォーターバード」と呼ばれる技法を開発した。

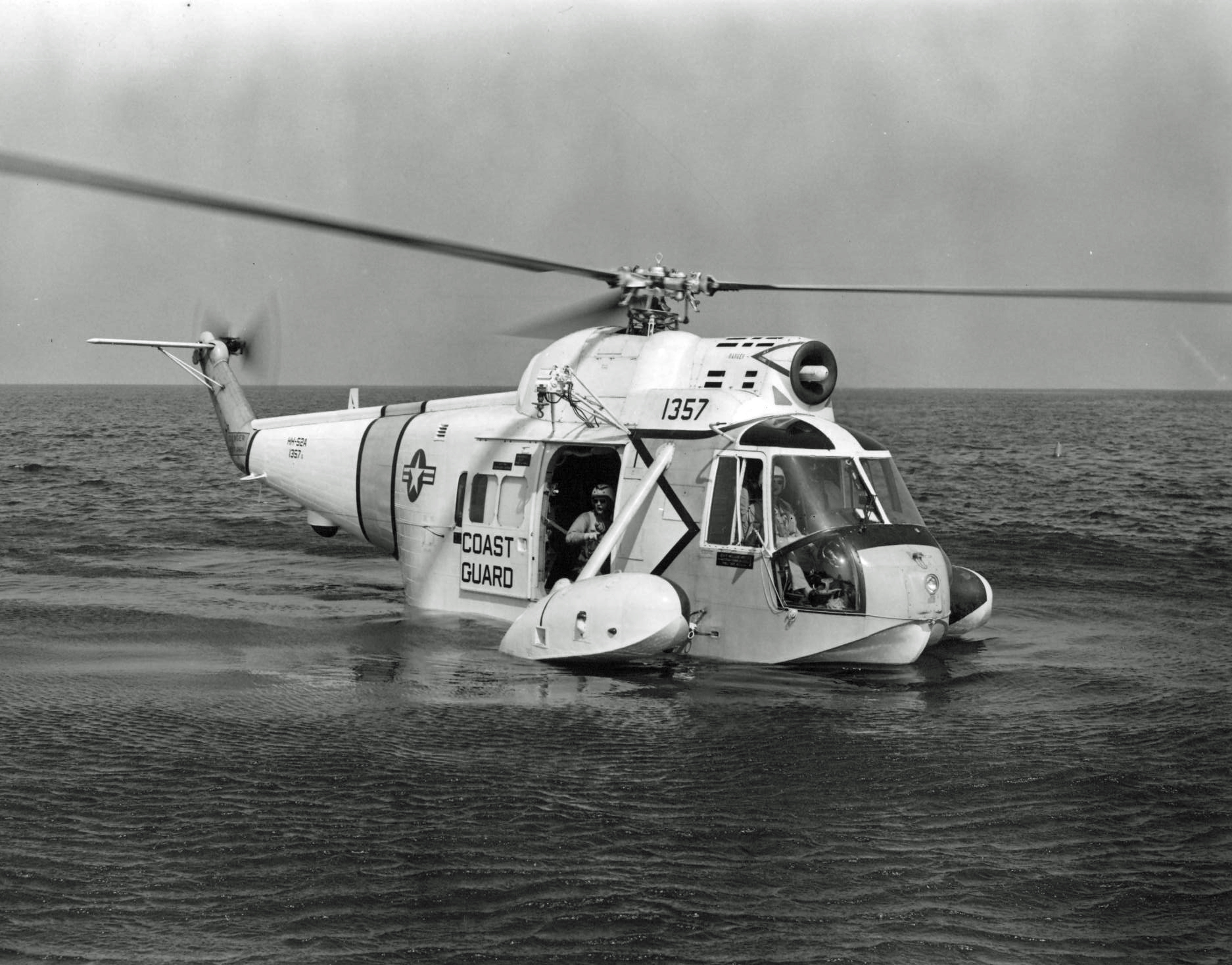
湖面に着水して水陸両用能力を披露するアメリカ沿岸警備隊のシコルスキー HH-52A シーガード
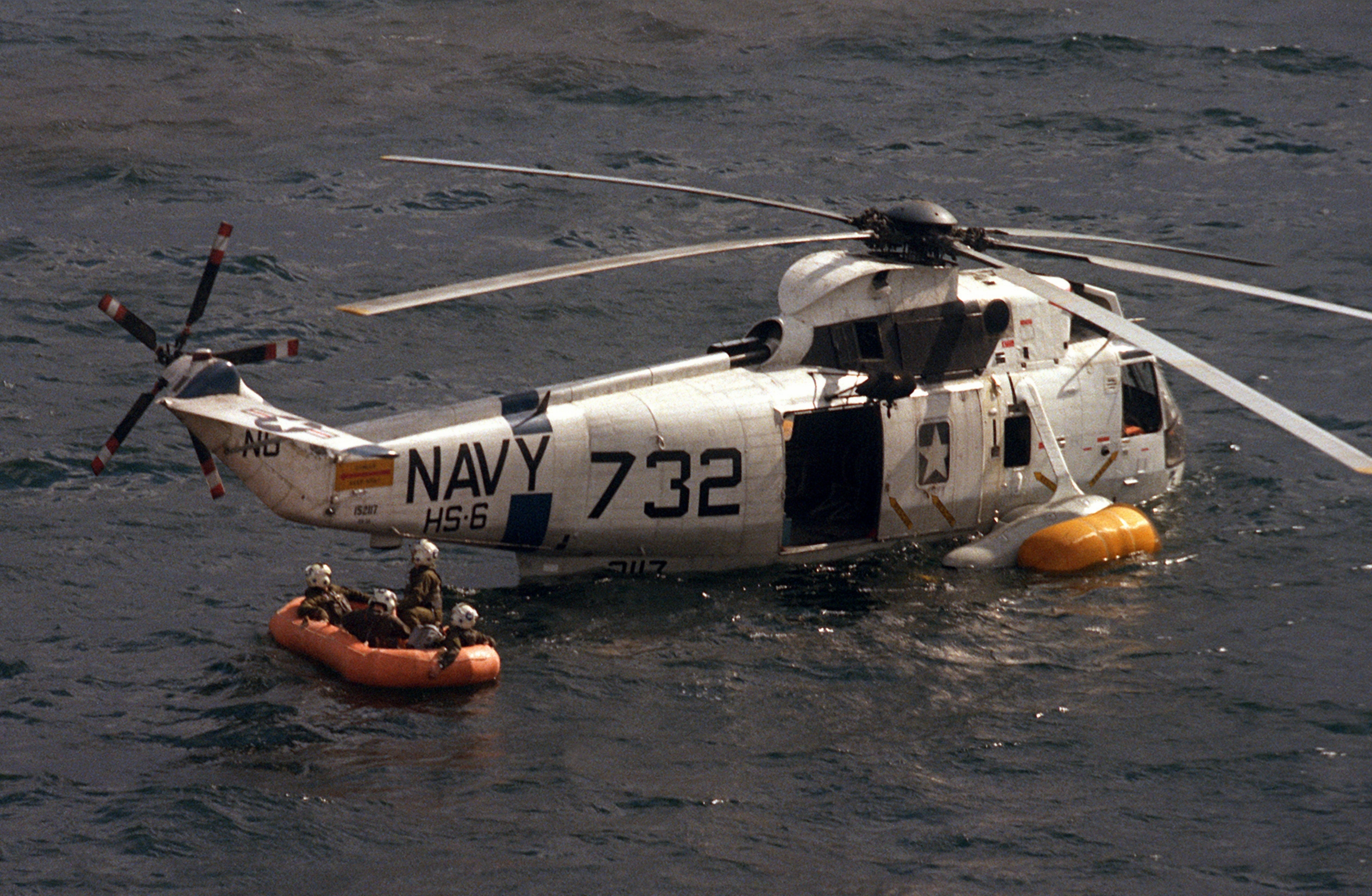
着水したアメリカ海軍のシコルスキー SH-3H シーキング
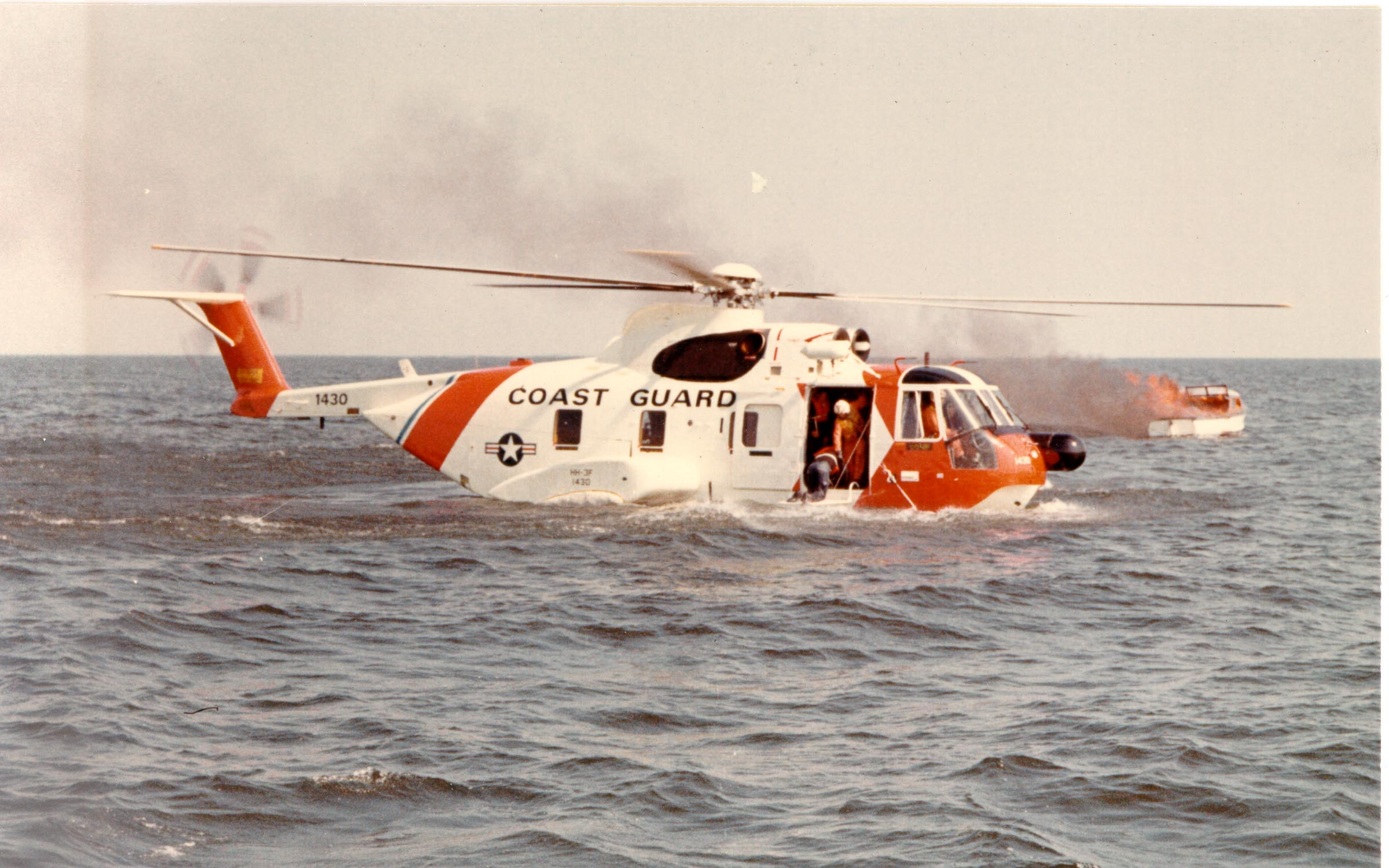
炎上するボートの近くに着水するアメリカ沿岸警備隊のシコルスキー HH-3F ペリカン
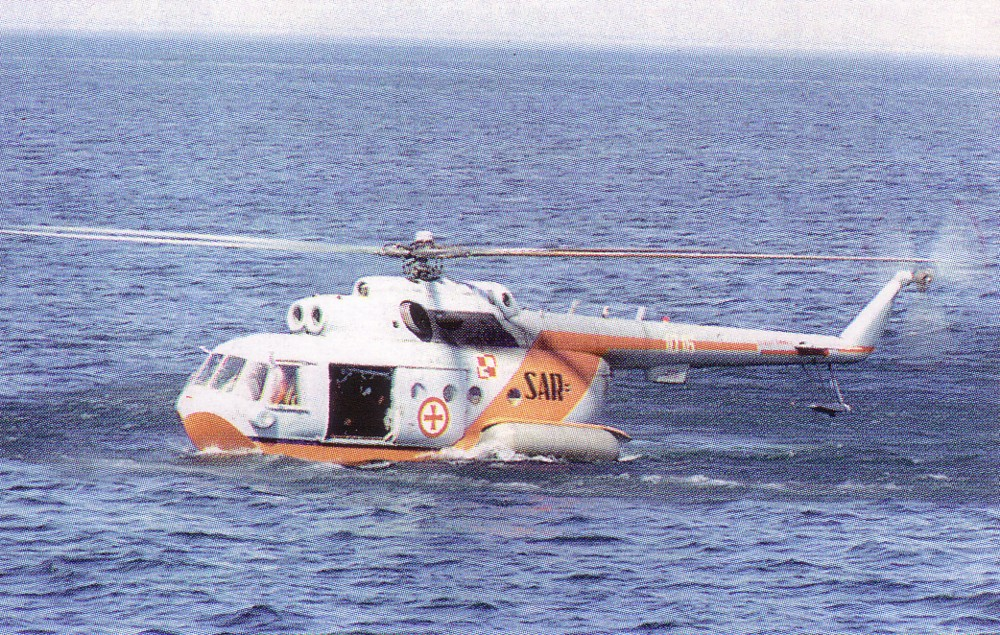
スポンソンのフロートを展開して着水したポーランド海軍のMi-14

## 限定的な着水能力

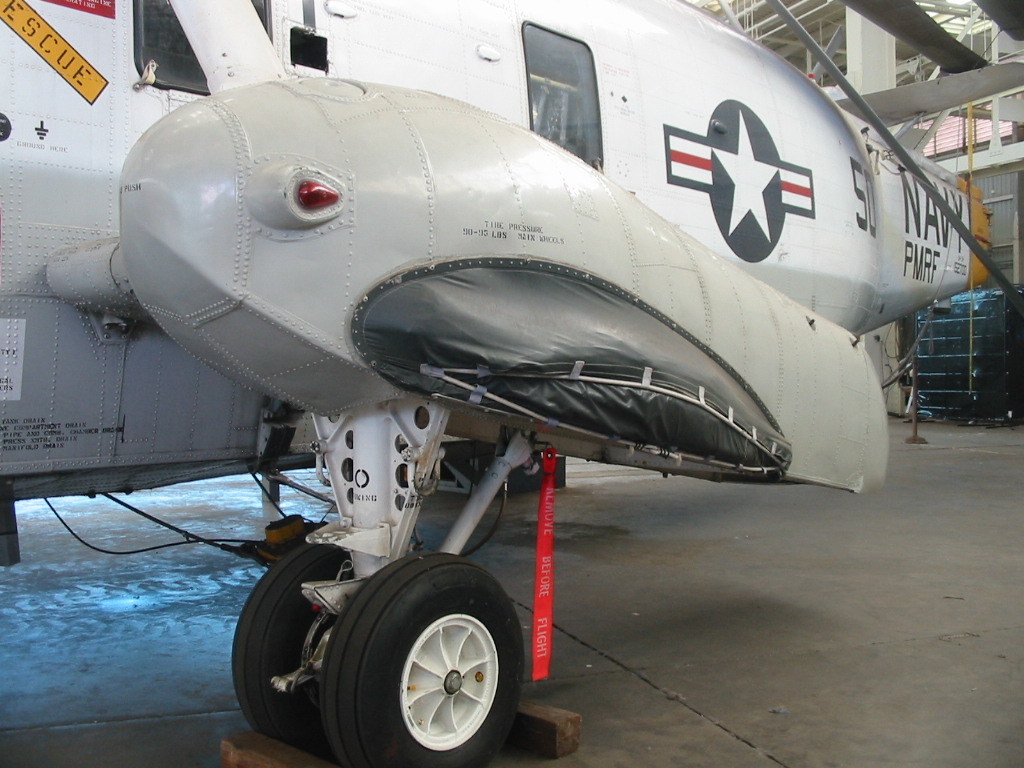
浮航時間延長のために標準のスポンソン外側に緊急用の膨張式フロートを追加装備したシコルスキー シーキング

ヘリコプターは水面との接触にある程度の耐候性を持たせて設計することができる。双ローター機であるパイアセッキ H-25の艇体と機首下面のガラスを耐久性のあるアルミニウム製に変更して開発された1958年のバートル HUP-2は、機体の中ほどの左右に安定性を保つアウトリガー式フロートを備え、風向きがどうであろうと水面上を前後に滑走することが可能であった。
バートル CH-46 シーナイトとそのカナダ版のCH-113 ラブラドールは、凪いだ水面であれば着水して2時間までなら浮航することができる。後部スポンソンは3脚の降着装置の内の2脚を保持すると共に自動防漏式燃料タンクを内蔵している。この機種は1962年からアメリカ海兵隊に、1963年からはカナダ軍に就役し始め、貨物と兵員の輸送に使用されている。
CH-47 チヌークは、秘密作戦や特殊軍事作戦を実行するにあたり短時間なら着水できるように充分な水密性を保つように作られており、胴体両側面のほぼ全長に渡り延びているスポンソン内部の水密区画により浮力が増されている。着水可能時間延長のためにボーイング社は耐水性能向上キットを提供している。1966年に導入されたシコルスキー CH-53 シースタリオンも限定的な着水能力を有している。
航空法では緊急着水時にスキッドや機体下部に取り付けたフロートを膨らませることで、機外への脱出や筏の準備する時間を稼ぐ緊急用フロートの装着義務が生じる。あくまで沈没を遅らせるか救助を待つための装備であり長時間の利用には向かず、フロートは使い捨てとなる。軽量な陸上ヘリコプターの一部（エンストロム 480、RotorWay Execなど）にもオプションとして用意されており、気象条件によっては沈没せずに機内で救助を待つことが可能である。

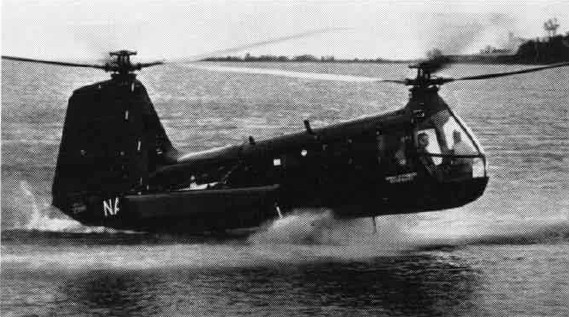
着水したヴァートル HUP レトリーバー
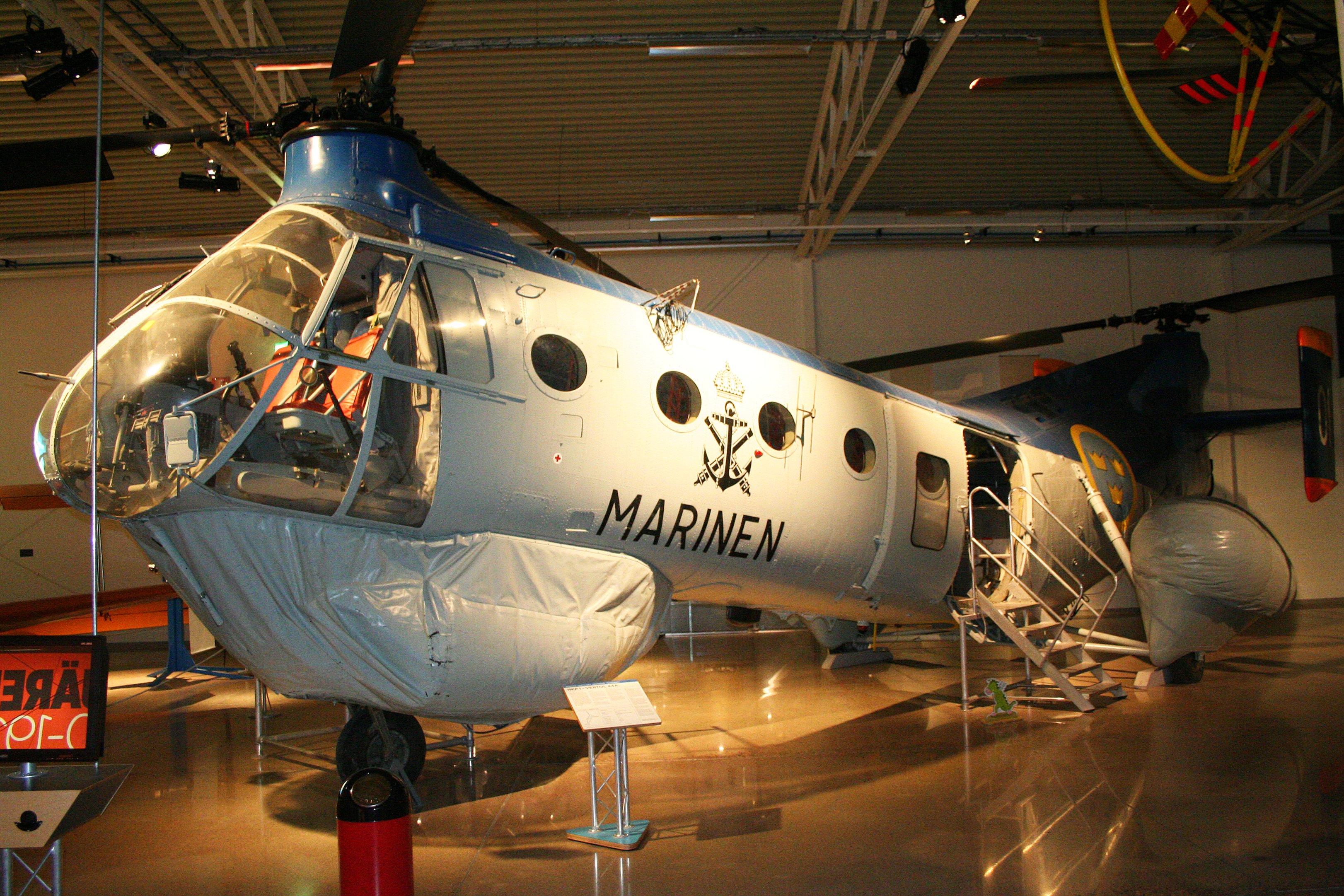
スウェーデン海軍のHkp-1
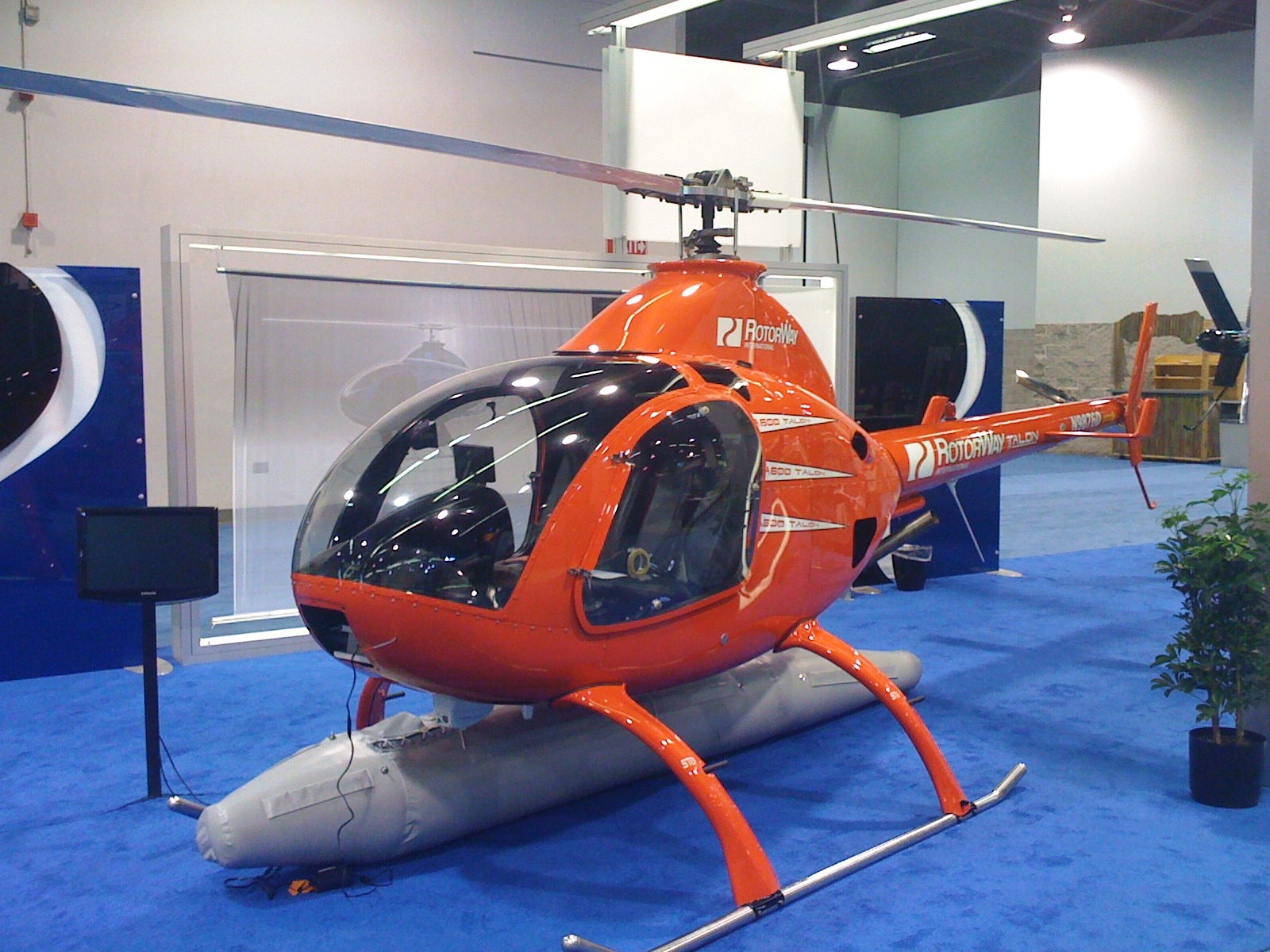
緊急着水用のフロートを展開したRotorWay Exec

## 役割
水陸両用ヘリコプターは、アメリカ合衆国大統領の移動用や遊覧飛行用など様々な役割に使用されている。

## 水陸両用ヘリコプターの例
艇体型
- シュド・アビアシオン シュペル・フルロン
  - 昌河飛機工業公司 Z-8(Z-8A, Z-8F and Z-8AEW) – 中華人民共和国で製造されたシュペル・フルロンの派生型。
- ミル Mi-14
- シコルスキー S-62/HH-52A シーガード
- シコルスキー S-61/SH-3 シーキング
  - シコルスキー CH-124 シーキング - カナダ製のS-61
  - ウェストランド シーキング - イギリス製のS-61
- シコルスキー HH-3F ペリカン

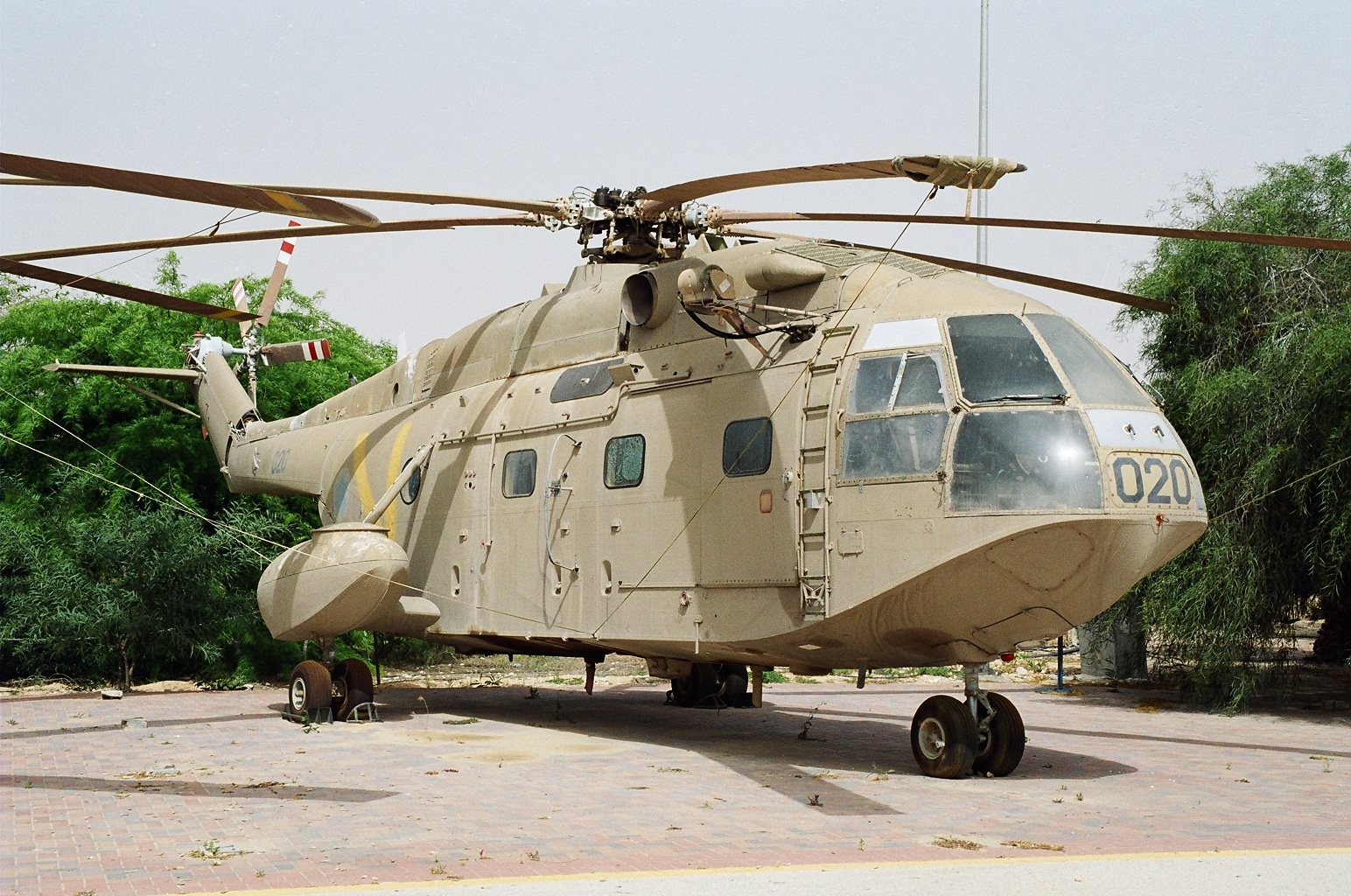
シュド・アビアシオン シュペル・フルロン
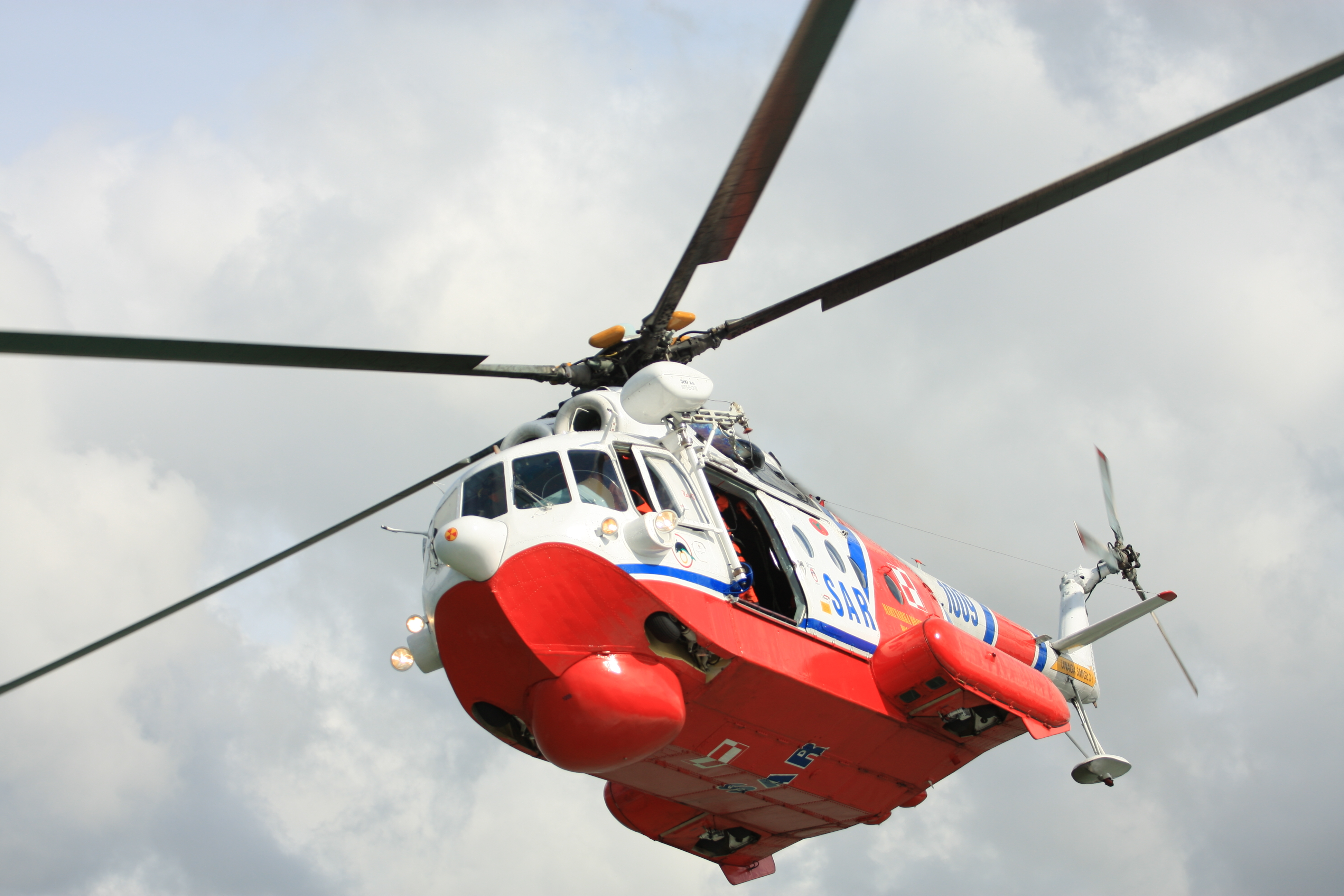
ポーランド海軍のミル Mi-14
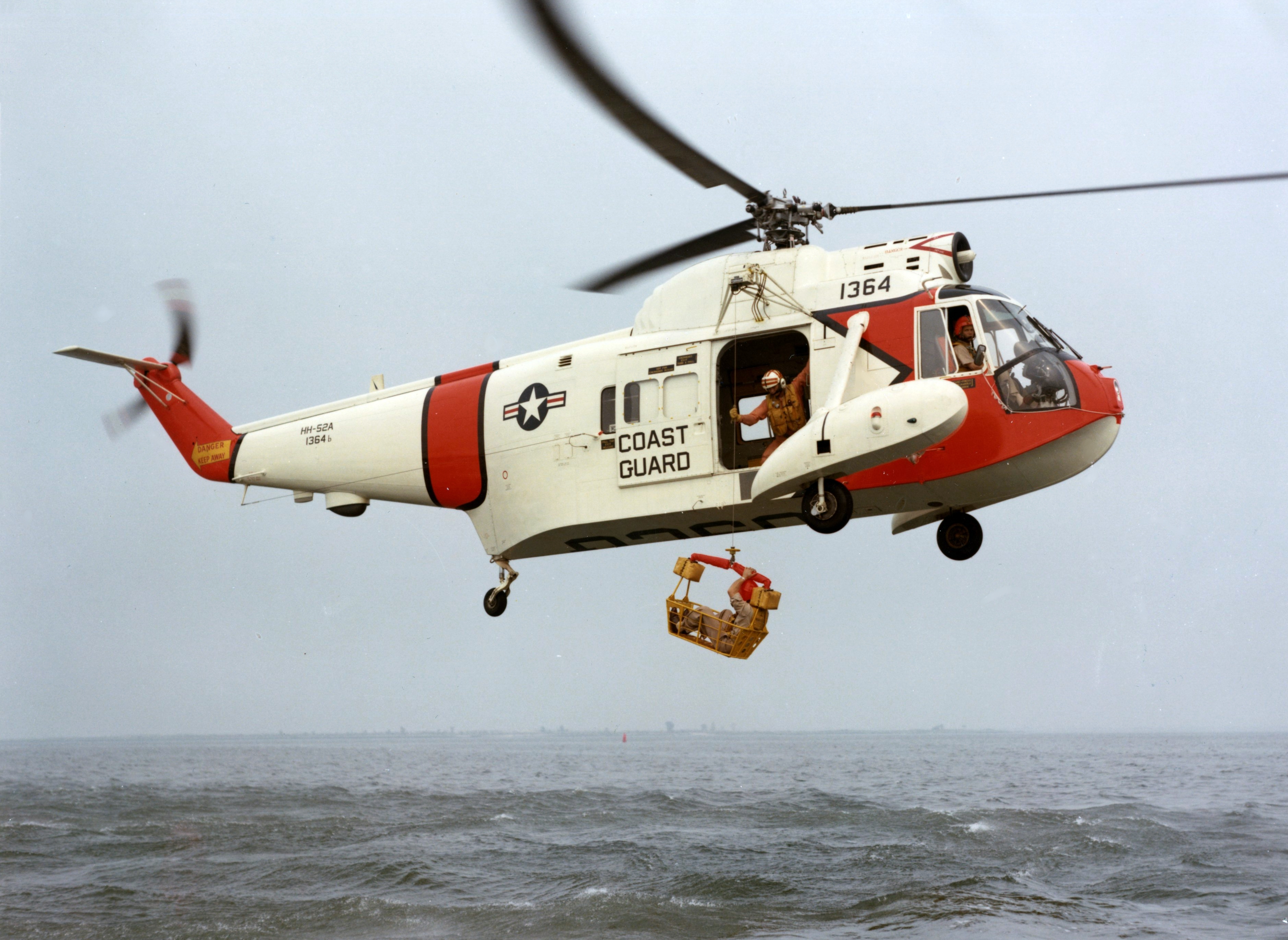
HH-52A シーガード
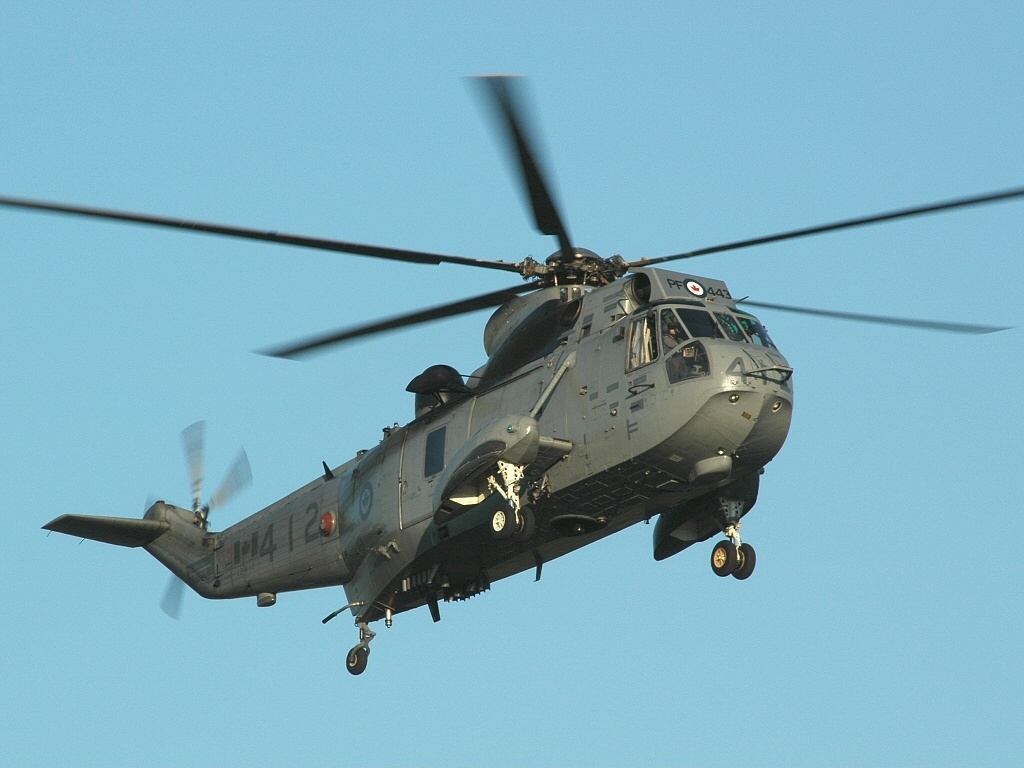
カナダ空軍のCH-124 シーキング
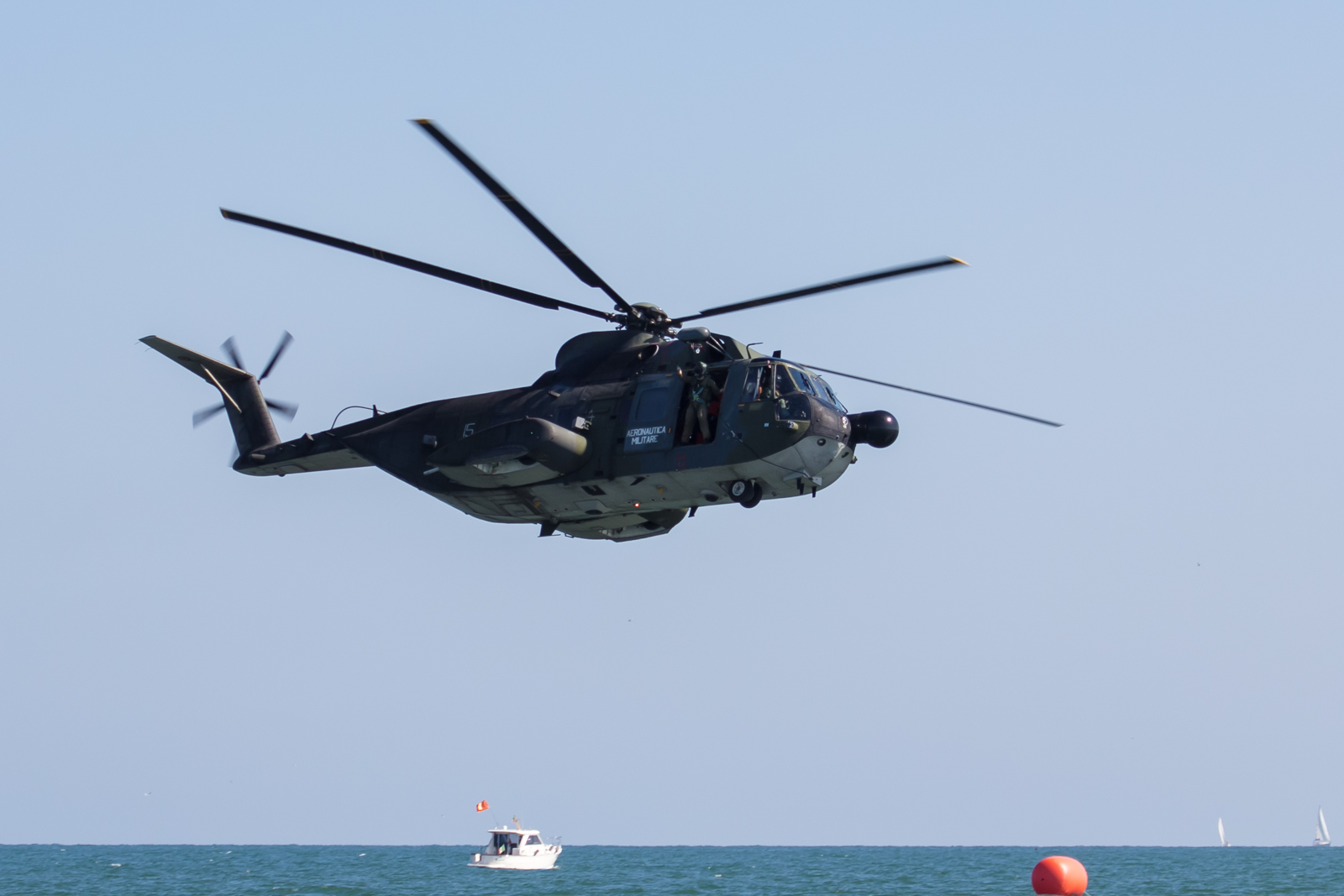
イタリア海軍のシコルスキー HH-3